# Иван Артьомушкин
Иван Григориевич Артьомушкин (на руски: Иван Григорьевич Артёмушкин) е руски архитект, работил в Скопие, Кралство Югославия, в периода между двете световни войни.

## Биография
Артьомушкин е роден в 1897 година. След Октомврийската революция в Русия, емигрира в Кралство Югославия и отваря техническо бюро в Скопие. Проектира голям брой частни семейни и жилищни сгради в града. Общо в града проектира 352 сгради.
До 1932 година творбите му имат неоренесансови и неокласически елементи, а след това са в духа на модерния рационализъм. След Втората световна война до 1948 година работи в Архитектурното отделение на Министерството на строителството. След това се преселва в България.
Умира в Пловдив в началото на 50-те години.

## Творби
- Жилищна сграда на д-р Рубен (1927)
- Жилищна сграда на братя Бояджиеви (1931)
- Палат братя Читкушеви (1931)
- Жилищна сграда на братя Радулови (1934)
- Къща на Агат Дикаджиян, така наречената Арабска къща (1937)[1]